# Tumpa-Chumpa
La Tumpa-Chumpa es una máquina del mundo ficticio de la saga fantástica de El Ciclo de la Puerta de la Muerte.

## Historia
La Tumpa-Chumpa fue creada por los sartán hace mucho tiempo, nada más crearse los mundos.
Utilizaron materiales como el metal, oro, plata, roca y bronce y se supone que nació en el lugar que los Gegs (enanos) denominan la Factría.
Fue instalada en el Reino Inferior del mundo de Ariano y su objetivo principal era poner en órbita a todas las islas flotantes de Ariano y lanzar un chorro de agua que se congelaría en el Firmamento y caería en forma de lluvia, pero su objetivo y su funcionamiento se fue olvidando con el paso de los años.
Después, trajeron a los Gegs del Reino Medio al continente de Drevlin (Reino Inferior) y cuando el enano Dunk Palanca tiró de una la Tumpa-Chumpa se puso en marcha. En un comienzo, la máquina era más pequeña y desde entonces ha ido creciendo con los años por sí sola.
Los sartán se agotaron y dejaron un libro a cargo de los elfos kenkari (estos elfos eran poderosos magos encargados de custodiar las almas) para el funcionamiento de la máquina, pero no tuvieron en cuenta la posibilidad de una eventual guerra entre elfos, humanos y enanos. Realmente no tomaron ninguna precaución ya que jamás pensaron en su propia extinción que tuvo lugar debido a las prácticas nigrománticas de algunos sartán que quedaron aislados. Por cada sartán resucitado, un sartán perdía la vida en alguno de los mundos.
En ese libro estaban las instrucciones para poner en marcha la máquina, cómo llegar hasta el cerebro de la máquina y la utilización de las palabras adecuadas. Pero tampoco previeron que a los enanos podría no importales el cometido de la Tumpa-Chumpa, si no sólo hacer uso de la misma para sus propias necesidades cotidianas así como tampoco previeron el hecho de que no podrían aprovechar los pasillo que discurrían por su interior cuya iluminación solo se activaba mediante las propias runas sartán. Afortunadamente Alfred, el mago de la serpiente, aún recordaba su funcionamiento y desde su anonimato recababa información.
Al ver estos fallos, los intentaron remediar poniendo una estatua de un sartán en la Factría con un globo que mostraba su cometido, pero lo tomaron como un juez y no se les ocurrió mirar las imágenes.
La Factría es el centro de control de la gran máquina. Ésta sería la encargada de mantener los mundos unidos y abastecidos entre sí, Chelestra proporcionaría agua a Pryan, etc. 
El mecanismo para utilizar la Tumpa-Chumpa era un androide de manufactura sartán que aguardaba órdenes en una de las habitaciones.

## Cometido
El cometido de la Tumpa-Chumpa siempre ha sido un misterio pero se cree que sirve para recoger el agua de lluvia que cae de manera permanente en el Reino Inferior de Ariano y repartirla a los Reinos por encima de éste donde el agua escasea.
Primero coge las materias primas del reino de coralita y las transforma en bienes y productos, que distribuye entre las ciudades del continente.
Así, mantiene con vida a los gegs que la mantienen a ella en buen estado, aunque puede repararse ella sola.
También, hasta que recibiera las órdenes, recogía agua para las otras razas y se las entregaba en los levarriba.
Cuando se abra la puerta de la muerte y puedan viajar todas las criaturas por ella, la máquina de detiene y es necesario a un sartán para que conduzca a los enanos al cerebro de la máquina y el libro que los kenkari guardaron en secreto. Entonces, dichas las palabras apropiadas, las islas se alinearán y mandara el chorro de agua.

## Forma
La forma es igual a la de un ser vivo: los levarriba son los brazos, las garras excavadoras son los pies y el centro es el cerebro. El cerebro no tiene inteliencia suficiente como para saber que destruir una casa está mal y tampoco memoria, pues multitud de ocasiones ha dejado una excavación a medias, abandonando la pieza encargada donde se paró.

## Hugh, Alfred, Bane y Limbeck
Cuando llegaron los tres compañeros a Drevlin, los gegs no sabían que hacía la máquina y habían castgado a Limbeck por indagar sobre el asunto. En la pelea en la Factría, Alfred descubrió los túneles secretos con runas que podían llevar al cerebro de la máquina, pero decidió ir a la cámara de hibernación donde estaban sus compañeros sartán.
Después, Bane descubrió el cometido de la Tumpa-Chumpa, observando atentamente las imágenes de la estatua. También descubrió las similitudes con un cuerpo humano y a donde tenían que ir para dar las órdenes a la máquina y llegó a la conclusión de que era una máquina y no podía tener corazón, sino cerebro.

## Haplo, Bane, Jarre y Limbeck
Cuando llegaron a Ariano, la máquina se había detenido por la apertura de la Puerta de la Muerte. Ambos bandos (enanos y elfos) creían que era un sabotaje del otro, pero fue el patryn quien le dijo a Limbeck que si los elfos la habían parado, era porque la podían volver a poner en marcha. Fueron a la estatua del sartán y penetraron en los túneles secretos.
Bane, al haber estudiado las runas sartán, podía orientarse en la oscuridad encendiendo las runas.
Cuando llegaron al centro de la Tumpa-Chumpa, descubrieron una puerta de metal que guardaba en su interior a un hombre de metal cubierto de runas sartán que decía "La Puerta ha sido abierta ¿Cuales son mis instrucciones?". En la sala había además unas esferas de cristal, los ojos de la máquina.
Bane podía haber dicho las instrucciones al hombre, pero dijo que tenía que estudiar las partes de la Tumpa-Chumpa y descubrir su función para dar instrucciones precisas.
Todas esas instrucciones estaban en el libro de los kenkari, guardado en su catedral.
Más adelante, cuando el pequeño Bane murió y los dirigentes de los tres pueblos aliados contra el Imperio de Tribus bajaron a la sala del autómata.
En ella dijeron las palabras adecuadas y consiguieron que las islas se movieran.Su función es mover una rueda con runas sartán.Es una vuelta por cada mundo. Entonces descubre que hay siete mundos y el número fue dicho por Haplo: el Vórtice, El Laberinto, el Nexo, Ariano, Abarrach, Pryan y Chelestra.
- Datos: Q6153805